# Biserica Adormirea Maicii Domnului din Crișcior
Biserica Adormirea Maicii Domnului din Crișcior este un monument istoric aflat pe teritoriul satului Crișcior, comuna Crișcior. În Repertoriul Arheologic Național, monumentul apare cu codul 87371.01.01, 87371.01.02, 87371.01.03, 87371.01.04.
Biserică "Adormirea Maicii Domnului" ortodoxă ridicată în secolul XIV-XV, pe locul uneia de lemn de secol XIII-XIV, din zidărie de piatră, lărgită ulterior, cu o deosebit de valoroasă pictură din sec.XV, reprezentând pe cneazul român Bâlea si familia sa, ctitori. De plan dreptunghiular , cu altar poligonal (în interior semicircular) , cu turn-clopotniță pe vest, cu foișor la ultimul nivel, biserica conservă pe pereții pronaosului importante fragmente de pictură murală din epoca fundației (tabloul votiv cu familia ctitorului, scene biblice, sfinți militari etc.), opera unui maestru român de școală locală și a suferit modificări de-a lungul anilor. Este construită într-un stil de sinteză, rezultând din îmbinarea unor elemente de tradiție bizantină și gotică, filtrate printr-o viziune populară. Absida a fost reconstruită și amplificată în sec. al XIX-lea. Către sfârșitul secolului al XIV-lea, școala românească de pictură din Transilvania reușește să finalizeze încă două ansambluri deosebit de valoroase. În Biserica din satul Crișcior (județul Hunedoara), lucrările de restaurare au reușit să pună în evidență mai multe scene din ciclul hristologic: Spălarea Picioarelor, Cina de Taină, Purtarea Crucii, o frumoasă reprezentare a Adormirii Maicii Domnului, Sf. Marina martelând diavolul, Sf. Gheorghe în luptă cu balaurul, de asemenea o imagine cu caracter omagial față de stăpânirea feudală: cei trei regi sfinți ai Ungariei, Ștefan, Emeric și Ladislau. Cea mai importantă compoziție din ansamblul picturilor de la Crișcior este tabloul votiv, unul dintre cele mai vechi cu identitate precisă din arta românească. Admirabilă ilustrație de epocă, această imagine atestă calitatea de ctitor a voievodului Bâlea, amintit documentar în anul 1404, și a soției sale Vișa. Sub aspect iconografic, compozițiile de la Crișcior se prevalează de modele bizantine de epocă. Desenul este energic, cu linii groase care delimitează formele, iar culoarea intervine mai mult ca un auxiliar, fără să fie lipsită, totuși, de calități, de armonie și de influență locală.